# Yūgo Tsukita
Yūgo Tsukita (附田 雄剛, Tsukita Yūgo) né le 18 juillet 1976 à Ishikari est un skieur acrobatique japonais spécialiste des bosses. Sa carrière internationale s'étend de 1994 à 2012. Il a été notamment vice-champion du monde des bosses en parallèle en 2003 et a obtenu onze podiums en Coupe du monde dont une victoire en 2000 à Madarao.

## Palmarès

### Jeux olympiques d'hiver
- Nagano 1998 : 18e
- Salt Lake City 2002 : 16e
- Turin 2006 : 32e
- Vancouver 2010 : 17e

### Championnats du monde
- Médaille d'argent aux bosses en parallèle en 2003 à Deer Valley.

### Coupe du monde
- Meilleur classement en bosses : 10e en 2009.
- 11 podiums dont 1 victoire.